# EuroLeague Basketball
La EuroLeague Basketball es una compañía privada que dirige y opera las dos principales competiciones continentales de clubes de baloncesto de Europa, la EuroLiga y la EuroCup. Ha estado organizando la EuroLiga desde la temporada 2000-01, y la EuroCup desde la temporada 2002-2003 (conocida entonces como ULEB Cup). También supervisa la clasificación de las ligas nacionales del baloncesto europeo y el Next Generation Tournament (ANGT - anteriormente conocido como NIJT). Su sede está en Barcelona (España).